# Tórtora terrestre menuda
La tórtora terrestre menuda  (Columbina minuta) és una espècie d'ocell de la família dels colúmbids (Columbidae) que habita sabanes i terres de conreu des del sud de Mèxic, cap al sud, a través d'Amèrica Central fins al sud del Brasil, Bolívia i Paraguai, mancant de les zones de selva humida del centre de Brasil.